# Krzysztof Gliszczyński
Krzysztof Gliszczyński  (Miásztkó, 1962. január 16. –) lengyel festő, illusztrátor, tanár, a gdański Képzőművészeti Akadémia professzora. 

## Élete
1977 és 1982 között a szczecini Állami Vizuális Művészeti Gimnáziumba járt. 1982 és 1987 között a gdański Állami Vizuális Művészeti Főiskolán (PWSSP) Kazimierz Ostrowski professzor stúdiójában tanult. a Képzőművészeti Akadémia festészeti tanszékének professzora. A 2012–2016-os ciklusban alma materének fejlesztési és együttműködési rektorhelyettese.
1995 és 2002 között a gdański „Koło” Galéria társalapítója és kurátora volt.

## Egyéni kiállítások
- 1991: Galeria Kamila Regent Contemporain, Brüsszel
- 1994: Balti Művészeti Galéria, Słupsk
- 1996: „Arsenał” Városi Galéria, Poznań
- 1996: „Koło” Galéria, Gdańsk
- 2001: „Otwarta Pracownia” Galéria, Krakkó
- 2002: Városi Galéria "Arsenał", Poznań
- 2003: „Koło” Galéria, Gdańsk
- 2003: Nemzeti Múzeum – Kortárs Művészeti Osztály, Apáti Palota, Gdańsk Oliwa
- 2004: Balti Művészeti Galéria, Ustka
- 2004: „Materia prima”, Galeria Milano, Varsó
- 2004: „Trzy Przestrzenie” Balti Művészeti Galéria, Ustka
- 2006: „Looking at Grey”, Galeria Promocyjna, Varsó
- 2007: „Önarckép és visszaút. Urnák és szinergikus festmények", „Łźnia” Kortárs Művészeti Központ, Gdańsk
- 2007: Wozownia Művészeti Galéria, Toruń
- 2008: „A kép evolúciója” (Gál Andrással együtt) Platán Galéria, Lengyel Intézet, Budapest
- 2008: „Autoportret à retour. Urny i obrazy synergiczne”, Városi Galéria "Arsenał", Poznań
- 2008: Telihold. Pont és vonal vs. Plane”, szinergikus képek, videó, Galeria Milano, Varsó
- 2008: „Maradványok”, festmény, tárgyak, rajz, Piramis Művészeti Központ, Haifa
- 2009: „A festmény evolúciója” (Gál Andrással együtt), Magyar Kulturális Intézet, Varsó
- 2010: „Objects”, - tárgyak, videó, Atelier Foundation Gallery, Varsó
- 2011: „Materia Prima. De-,Re-,Festészetépítés”, Sopot Állami Művészeti Galéria
- 2015: „Odciśnięta pamięć”, Refektórium Galéria, Kartuzy [5]

## Fordítás
- Ez a szócikk részben vagy egészben  a   Krzysztof Gliszczyński című angol Wikipédia-szócikk ezen változatának fordításán alapul.  Az eredeti cikk szerkesztőit annak laptörténete sorolja fel. Ez a jelzés csupán a megfogalmazás eredetét és a szerzői jogokat jelzi, nem szolgál a cikkben szereplő információk forrásmegjelöléseként.